# Myrnohrad
Myrnohrad (ukrainisch Мирноград; russisch Мирноград Mirnograd) ist eine Stadt von regionaler Bedeutung im Osten der Ukraine mit etwa 1658 Einwohnern (2024).

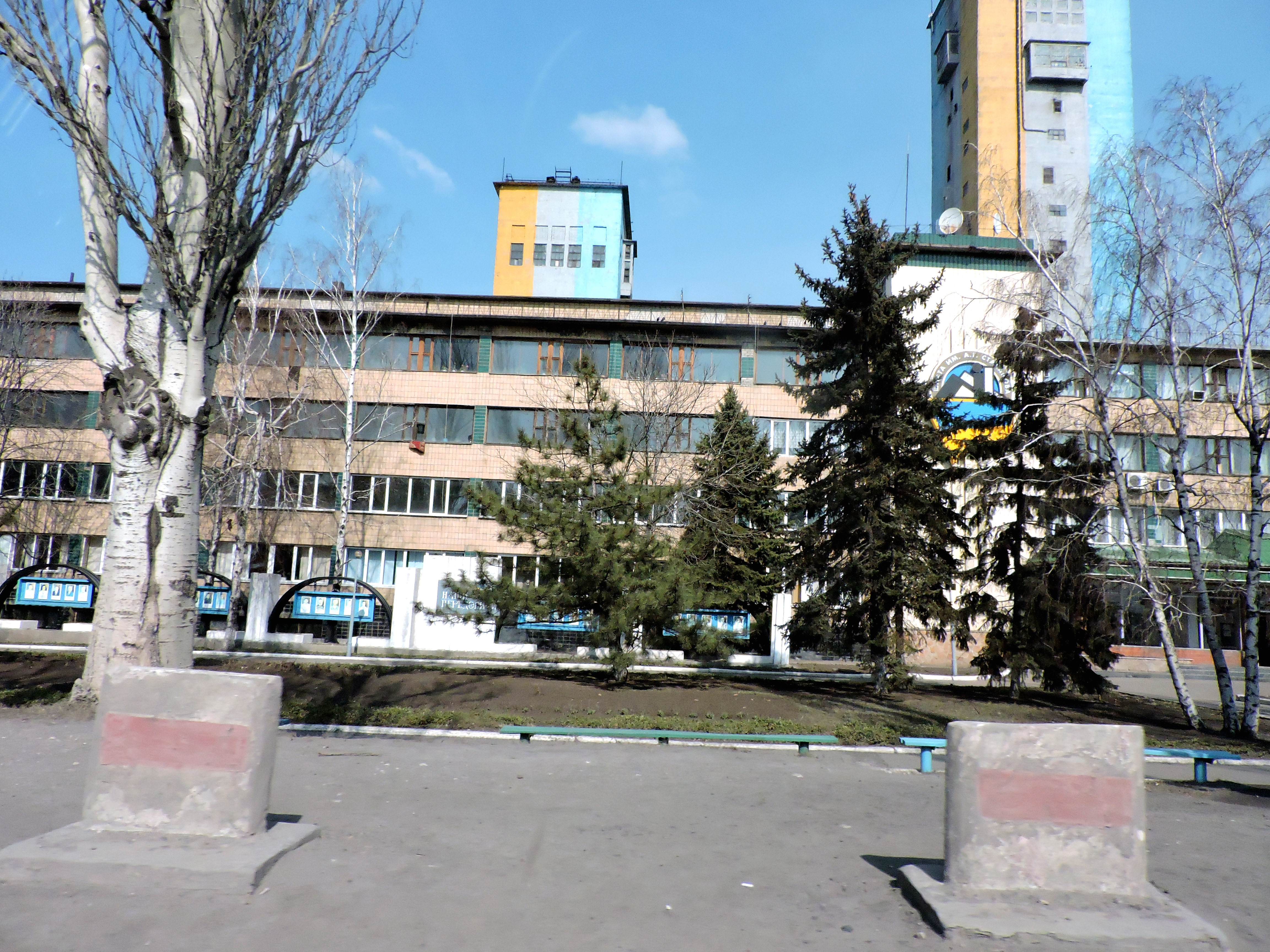
Verwaltungsgebäude der Kohleminen im Ort (2015)

## Geographie und Klima
Die Stadt liegt im Donezbecken in der Oblast Donezk 52 km nordwestlich des Oblastzentrums Donezk und 7 km nordöstlich der Nachbargemeinde Pokrowsk.
Die durchschnittliche Temperatur liegt im kältesten Monat, dem Januar, bei −6,5 °C und im Juli, dem wärmsten Monat, bei +20,5 °C. Die jährliche Niederschlagsmenge beträgt 533 mm Niederschlag.

## Geschichte
Aufgrund vorhandener Kohlevorkommen und der Nähe zur heutigen Bahnstation Krasnoarmijsk begann im Jahre 1911 bei der Siedlung Nowoekonomitschne (Новоекономічне) der Abbau von Kohle. Ab 1916 entwickelte sich parallel 5 km südlich die Bergarbeitersiedlung Hrodiwskoho (Гродівського), die von 1937 bis 1957 Nowyj Donbass (Новый Донбасс) hieß. Danach wurde der Ort zu Ehren des bulgarischen Politikers Georgi Dimitroff (1882–1949) in Dymytrow (ukrainisch Димитров; russisch Димитров Dimitrow) umbenannt. 1965 erhielt Dymytrow den Status einer Stadt.
Am 6. März 1972 wurden beide Siedlungen vereinigt, inzwischen ist Nowoekonomitschne jedoch wieder eine eigenständige Siedlung städtischen Typs.
Seit 1990 hat Dymytrow den Status einer kreisfreien Stadt. Aufgrund der Dekommunisierung in der Ukraine wurde die Stadt mit Wirkung vom 22. Mai 2016 in Myrnohrad umbenannt.
Während des Zweiten Weltkrieges war die Stadt vom 22. Oktober 1941 bis zum 8. September 1943 durch Truppen der deutschen Wehrmacht besetzt.

## Verwaltungsgliederung
Am 12. Juni 2020 wurde die Stadt zum Zentrum der neugegründeten Stadtgemeinde Myrnohrad (Мирноградська міська громада/Myrnohradska miska hromada). Zu dieser zählen auch die 4 in der untenstehenden Tabelle aufgelisteten Dörfer, bis dahin bildete der Ort zusammen dem Dorf Switle die gleichnamige Stadtratsgemeinde Myrnohrad (Мирноградська міська рада/Myrnohradska miska rada) unter Oblastverwaltung im Norden des ihn umgebenden Rajons Pokrowsk.
Am 17. Juli 2020 wurde der Ort selbst ein Teil des Rajons Pokrowsk.
Folgende Orte sind neben dem Hauptort Myrnohrad Teil der Gemeinde:
| Name                     | Name          | Name                         |
| ukrainisch transkribiert | ukrainisch    | russisch                     |
| ------------------------ | ------------- | ---------------------------- |
| Krasnyj Lyman            | Красний Лиман | Красный Лиман (Krasny Liman) |
| Riwne                    | Рівне         | Ровное (Rownoje)             |
| Suchezke                 | Сухецьке      | Сухецкое (Suchezkoje)        |
| Switle                   | Світле        | Светлое (Swetloje)           |

## Bevölkerung
Quelle:

## Söhne und Töchter der Stadt
- Wiktor Burakow (1955–2025), sowjetischer Leichtathlet[8]
- Wladimir Koslow (* 1958), sowjetischer Bobfahrer